# Пол Рубенс
Пол Рубенс (англ. Paul Reubens, Рубенз, МФА: [ˈruːbənz]), ім'я при народженні Пол Рубенфельд (англ. Paul Rubenfeld; 27 серпня 1952, Пікскілл, штат Нью-Йорк — 30 липня 2023, Лос-Анджелес, Каліфорнія) — американський актор-комік, сценарист і продюсер; у 1981—1988 роках також став режисером двох телефільмів і шести епізодів одного серіалу. Відомий своєю дивацькою поведінкою.

## Біографія
Пол Рубенс виріс у Сарасоті (Флорида), де його батьки тримали магазин світильників. Його мати — Джуді — працювала вчителем, а батько Мілтон — торговцем автомобілями. Також його батько служив у Повітряних силах США і Королівських повітряних силах Великої Британії під час Другої світової війни, а потім у Повітряних силах Ізраїлю під час арабо-ізраїльської війни 1948 року
Відомий завдяки своєму персонажу — коротуну Пі-Ві Герману. Дебютував у цій ролі 1978 року. Герой «Шоу Пі-Ві Германа» та цілої низки художніх фільмів. Один із них, «Велика пригода Пі-Ві» (1985), найбільш відомий завдяки режисурі Тіма Бертона.

## Особисте життя
26 липня 1991 Рубенса заарештували за мастурбацію в публічному місці (кінотеатр для еротичних фільмів). Цей випадок широко обговорювався в пресі та привів до того, що телеканали розірвали контракти з Рубенсом, а сам актор зник з шоубізнесу. У 2002 році його ім'я згадувалося у контексті проведеного ФБР розслідування щодо мережі дитячої порнографії.
З 1994 по 1999 рік зустрічався з актрисою Дебі Мейзар.
У 2025 році посмертно зізнався у власній гомосексуальності у документальному фільмі, інтерв'ю для якого було записане незадовго до його смерті.